# Delhi Open 2025
Il Delhi Open 2025 è stato un torneo maschile di tennis professionistico. È stata la 5ª edizione del torneo, facente parte della categoria Challenger 75 nell'ambito dell'ATP Challenger Tour 2025, con un montepremi di 100 000 $. Si è giocato dal 10 al 16 febbraio 2025 sui campi in cemento del R.K. Khanna Tennis Complex di Nuova Delhi, in India.

## Partecipanti

### Teste di serie
| Nazionalità | Giocatore          | Ranking* | Testa di serie |
| ----------- | ------------------ | -------- | -------------- |
| Rep. Ceca   | Vít Kopřiva        | 128      | 1              |
| Regno Unito | Billy Harris       | 129      | 2              |
| Australia   | Tristan Schoolkate | 135      | 3              |
| Sudafrica   | Lloyd Harris       | 144      | 4              |
| Danimarca   | Elmer Møller       | 152      | 5              |
| Giappone    | Shintarō Mochizuki | 181      | 6              |
| Giappone    | Shō Shimabukuro    | 193      | 7              |
| Kazakistan  | Timofej Skatov     | 202      | 8              |

* Ranking al 3 febbraio 2025.

### Altri partecipanti
I seguenti giocatori hanno ricevuto una wild card per il tabellone principale:
- Ramkumar Ramanathan
- Mukund Sasikumar
- Karan Singh

Il seguente giocatore è entrato in tabellone come special exempt:
- Elias Ymer

Il seguente giocatore è entrato in tabellone come alternate:
- Oleksandr Ovcharenko

I seguenti giocatori sono passati dalle qualificazioni:
- Andre Ilagan
- Hynek Bartoň
- Masamichi Imamura
- Eric Vanshelboim
- Egor Agafonov
- Jiří Veselý

Il seguente giocatore è entrato in tabellone come lucky loser:
- Sascha Gueymard Wayenburg

## Punti e montepremi
| Torneo    | Torneo              | V     | F     | SF    | QF    | 2T    | 1T  | Q | Q2  | Q1  |
| Singolare | Punti               | 75    | 44    | 22    | 12    | 6     | 0   | 4 | 2   | 0   |
| Singolare | Premi in denaro ($) | 9 880 | 5 820 | 3 450 | 2 000 | 1 165 | 720 | – | 360 | 185 |
| Doppio    | Punti               | 75    | 44    | 22    | 12    | –     | 0   | – | –   | –   |
| Doppio    | Premi in denaro ($) | 4 250 | 2 450 | 1 480 | 880   | –     | 500 | – | –   | –   |

## Campioni

### Singolare
Kyrian Jacquet ha sconfitto in finale  Billy Harris con il punteggio di 6–4, 6–2.

### Doppio
Masamichi Imamura /  Rio Noguchi hanno sconfitto in finale  Niki Kaliyanda Poonacha /  Courtney John Lock con il punteggio di 6–4, 6–3.